# Christopher Nolan
Sir Christopher Edward Nolan CBE (n. 30 iulie 1970, Londra, Anglia, Regatul Unit) este un regizor, scenarist și producător de film britanico-american. A devenit cunoscut odată cu scenariul thriller-ului psihologic Memento, film pe care l-a și regizat. Colaborează frecvent pentru proiectele sale cu fratele Jonathan Nolan sau soția Emma Thomas, dar și cu actorii Christian Bale, Michael Caine și Cillian Murphy. Dintre filmele lui se pot enumera Memento (2000), Insomnia (2002), Batman Begins (2005), Prestigiul (2006), Cavalerul negru (2008), Începutul (2010, cu Leonardo DiCaprio) Interstellar (2014), Tenet (2020), Oppenheimer (2023). Filmele sale au avut încasări de peste 5 miliarde de dolari în lumea întreagă, au câștigat 18 Premii Oscar și au adunat 49 de nominalizări la Oscar.
Personal, a câștigat premiul Oscar pentru regia filmului Oppenheimer, având în total opt nominalizări la Oscar și tot opt nominalizări la premiile BAFTA, ca regizor, scenarist sau producător.

## Premii și nominalizări
| An    | Film                  | Nominalizare la Oscar | Câștigare Oscar | Nominalizare la Globul de Aur | Câștigare Globul de Aur | Nominalizare la BAFTA | Câștigare BAFTA |
| ----- | --------------------- | --------------------- | --------------- | ----------------------------- | ----------------------- | --------------------- | --------------- |
| 1998  | Following             |                       |                 |                               |                         |                       |                 |
| 2000  | Memento               | 2                     |                 | 1                             |                         |                       |                 |
| 2002  | Insomnia              |                       |                 |                               |                         |                       |                 |
| 2005  | Batman Begins         | 1                     |                 |                               |                         | 3                     |                 |
| 2006  | The Prestige          | 2                     |                 |                               |                         |                       |                 |
| 2008  | The Dark Knight       | 8                     | 2               | 1                             | 1                       | 9                     | 1               |
| 2010  | Inception             | 8                     | 4               | 4                             |                         | 9                     | 3               |
| 2012  | The Dark Knight Rises |                       |                 |                               |                         | 1                     |                 |
| 2014  | Interstellar          | 5                     | 1               | 1                             |                         | 4                     | 1               |
| 2017  | Dunkirk               | 8                     | 3               | 3                             |                         | 8                     | 1               |
| 2020  | Tenet                 | 2                     | 1               | 1                             |                         | 1                     | 1               |
| 2023  | Oppenheimer           | 13                    | 7               | 8                             | 5                       | 13                    | 7               |
| Total | Total                 | 49                    | 18              | 19                            | 6                       | 48                    | 14              |

## Filmografie

### Filme artistice
| An   | Film                  | Creditat ca | Creditat ca | Creditat ca | Distribuție                       | Box office     |
| An   | Film                  | Regizor     | Producător  | Scenarist   | Distribuție                       | Box office     |
| ---- | --------------------- | ----------- | ----------- | ----------- | --------------------------------- | -------------- |
| 1998 | Following             | Da          | Da          | Da          | Momentum Pictures Zeitgeist Films | $240,495       |
| 2000 | Memento               | Da          |             | Da          | Summit Entertainment              | $39,723,096    |
| 2002 | Insomnia              | Da          |             |             | Warner Bros.                      | $113,714,830   |
| 2005 | Batman Begins         | Da          |             | Da          | Warner Bros.                      | $374,218,673   |
| 2006 | The Prestige          | Da          | Da          | Da          | Buena Vista Pictures Warner Bros. | $109,676,311   |
| 2008 | The Dark Knight       | Da          | Da          | Da          | Warner Bros.                      | $1,004,558,444 |
| 2010 | Inception             | Da          | Da          | Da          | Warner Bros.                      | $825,532,764   |
| 2012 | The Dark Knight Rises | Da          | Da          | Da          | Warner Bros.                      | $1,084,439,099 |
| 2013 | Man of Steel          |             | Da          | Da          | Warner Bros.                      | $668,045,518   |
| 2014 | Transcendence         |             | Da          |             | Warner Bros.                      |                |
| 2014 | Interstellar          | Da          | Da          | Da          | Paramount Pictures Warner Bros.   |                |
| 2017 | Dunkirk               | Da          | Da          | Da          | Warner Bros.                      |                |
| 2020 | Tenet                 | Da          | Da          | Da          | Warner Bros.                      | $527,300,000   |
| 2023 | Oppenheimer           | Da          | Da          | Da          | Universal Pictures                |                |

### Filme de scurt metraj
| 1989 | Tarantella | Da | Da | Da |
| 1995 | Larceny    | Da | Da | Da |
| 1997 | Doodlebug  | Da | Da | Da |